# Bodziec (psychologia)
Bodziec (w psychologii) – jakiekolwiek zdarzenie, które może spowodować za pośrednictwem układu nerwowego jakąkolwiek reakcję (ruchową lub emocjonalną). Bodziec może mieć charakter prosty, odpowiadający rozumieniu bodźca w fizjologii, albo złożony z wielu bodźców prostych. W tym sensie bodźcem może być percypowane zachowanie innej osoby, słowo lub dłuższa wypowiedź, cała sytuacja wyróżniona ze względu na istotne dla jednostki czynniki etc.

## Rodzaje bodźców
- bodźce bezwarunkowe – powodują stałą, odziedziczoną specyficzną reakcję bezwarunkową (odruch bezwarunkowy);
- bodźce warunkowe – powodują nabytą, wyuczoną reakcję warunkową;
- bodźce dyskryminacyjne – w paradygmacie warunkowania sprawczego bodźce sygnalizujące dostępność czynnika wzmacniającego, lub będące takim wzmocnieniem;
- bodźce nowe, bodźce konfliktowe, bodźce znaczące – nieznane jednostce, niejasne lub informujące o znaczeniu sygnału dla jednostki uruchamiają reakcję orientacyjną;
- bodźce wyzwalające – bodźce przyspieszające wystąpienie reakcji emocjonalnej (np. agresji) oraz ukierunkowujące ją na określony przedmiot;
- bodźce społeczne – bodźce pochodzące od innych ludzi, bądź skojarzone z innymi ludźmi.